# Ведмеже (Донецький район)
Ведме́же — селище Харцизької міської громади Донецького району Донецькій області, Україна. Населення становить 96 осіб. Відстань до Харцизька становить близько 4 км і проходить автошляхом місцевого значення.

## Географія
На південній околиці селища тече Балка Ведмежа.

## Населення
За даними перепису 2001 року населення селища становило 96 осіб, із них 47,92 % зазначили рідною мову українську, 51,04 %— російську та 10,4 %— білоруську мову.

## Природний фонд
Неподалік від селища розташований регіональний ландшафтний парк Зуївський.